# Patrick Springs
Patrick Springs é uma Região censo-designada localizada no estado norte-americano de Virginia, no Condado de Patrick.

## Demografia
Segundo o censo norte-americano de 2000, a sua população era de 2068 habitantes.

## Geografia
De acordo com o United States Census Bureau tem uma área de
40,6 km², dos quais 40,6 km² cobertos por terra e 0,0 km² cobertos por água. Patrick Springs localiza-se a aproximadamente 461 m acima do nível do mar.

## Localidades na vizinhança
O diagrama seguinte representa as localidades num raio de 28 km ao redor de Patrick Springs.